# Großsteingrab Hagen
Das Großsteingrab Hagen war eine megalithische Grabanlage der jungsteinzeitlichen Trichterbecherkultur im heutigen Ortsteil Hagen der Gemeinde Lohme im Landkreis Vorpommern-Rügen (Mecklenburg-Vorpommern). Es wurde im Jahre 1992 beim Bau des Großparkplatzes Hagen aufgefunden und zerstört, ohne dass eine archäologische Untersuchung erfolgen konnte.
Somit gehört es zu den letzten Großsteingräbern, die auf der Insel Rügen zerstört wurden. Der Naturwissenschaftler und Prähistoriker Friedrich von Hagenow hatte 1829 in seiner Special Charte der Insel Rügen noch 229 Großsteingräber verzeichnet – heute existieren nur noch circa 50.
Die Findlinge, aus denen das Großsteingrab einst bestand, sind auf einer Rasenfläche westlich der Zufahrt zum Parkplatz an der Landesstraße 303 verstreut aufgestellt worden. Die drei größten nun aufrecht stehenden Steine deuten darauf hin, dass es sich bei ihnen um die Decksteine eines Großdolmens gehandelt hat. Erst 22 Jahre später wurde in einem nachträglich aufgestellten Bebauungsplan der Gemeinde Lohme, mit dem Rechtsmängel (insbesondere wegen der bis dahin in Teilen illegalen Nutzung des Areals) beseitigt werden sollten, auf das im Dezember 1993 in Kraft getretene Denkmalschutzgesetz von Mecklenburg-Vorpommern verwiesen und bestimmt, dass diese Findlinge nunmehr zu schützen und in ihrer Lage zu sichern sind. Nur einer der Steine, der als prähistorischer Mahlstein erkannt wurde, ist als Bodendenkmal eingestuft.